# Wahlstorf (Holsten)
Wahlstorf er en by og kommune i det nordlige Tyskland, beliggende i Amt Preetz-Land i den sydvestlige del af Kreis Plön. Kreis Plön ligger i den østlige/centrale del af delstaten Slesvig-Holsten.

## Geografi
Kommunen er beliggende syd for Preetz og består ud over byen Wahlstorf, af landsbyerne Wahlstorf-Hof og Wielen. Ved kommunens østgrænse går Bundesstraße 76, der fra Kiel, over Preetz fører til Plön. I kommunen ligger søerne Fuhlensee, Kronsee og en del af Lanker See. Søerne er forbundet af floden Schwentine.